# 坂本權平

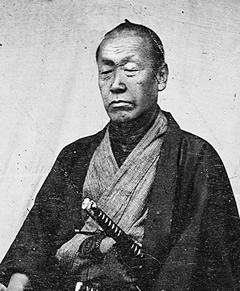
坂本權平

坂本權平（日语：／ Sakamoto Gonpei，1814年—1871年8月23日），是幕末土佐藩士。諱直方。

## 人物
為坂本直足的長男，也是坂本龍馬之兄。與龍馬相差22歳。安政2年（1856年）12月4日，在父親直足去世後成為當家，並代替父職照顧幼小的龍馬。雖然堅決反對龍馬從土佐藩脫藩，但往後仍然可以理解他的想法，並因此以資金援助的方式私底下贊助龍馬的志士活動。

## 家族
川原塚（坂本）千野（かわらづか ちの）
文政4年（1821年） - 安政5年7月10日（1858年8月18日）
妻子。川原塚堅作之女。
坂本富太郎
長男。但早逝。
坂本春豬
長女。
坂本南海男
養子。為嫁到高松家的大姐千鶴之子。

## 扮演坂本權平的人物
- 杉本哲太 - 『龍馬傳』（2010年，NHK大河劇）

1. ↑  文化11年
2. ↑  明治4年7月8日